# Trådpilört
Persicaria virginiana är en slideväxtart som först beskrevs av Carl von Linné, och fick sitt nu gällande namn av Gaertner. Persicaria virginiana ingår i släktet pilörter, och familjen slideväxter. Inga underarter finns listade i Catalogue of Life.